# KT 위즈의 KBO 리그 상 수상자 목록
다음은 KT 위즈 선수 중 야구 관련 상을 받은 선수들의 목록이다.

## KBO MVP
- 2020년 멜 로하스 주니어

## KBO 최우수 신인상
2018년 강백호 (홈런) 29

2020년 소형준

## 개인 기록 수상자

### 투수 부문
- 2017년 라이언 피어밴드(평균자책점) 3.04(26경기 160이닝 54자책점)
- 2020년 주권(홀드) 31

### 타자 부문
- 2020년 멜 로하스 주니어 47홈런 35타점 116득점 장타율 0.680(550타수 192안타(2루타 39,3루타 1,홈런 47)) 심우준(도루) 35
- 2022년 박병호 35홈런

## 퓨처스리그 개인 기록 수상자

### 투수 부문

#### 최우수 평균 자책점
2020 엄상백

#### 최다 승리
| 연도   | 선수   | 시즌 성적 | 주석 및 기타 |
| ------ | ------ | --------- | ------------ |
| 2014년 | 박세웅 | 9승       |              |

### 타자 부문

#### 최다 홈런
| 연도   | 선수   | 시즌 성적 | 주석 및 기타 |
| ------ | ------ | --------- | ------------ |
| 2014년 | 김사연 | 23홈런    |              |